# Supercoupe d'Algérie de football 1992
Navigation
Supercoupe d'Algérie 1981 Supercoupe d'Algérie 1994
La Supercoupe d'Algérie de football 1992 est la deuxième édition de la Supercoupe d'Algérie de football. Le match oppose le MC Oran, champion d'Algérie en titre au détenteur de la Coupe d'Algérie, la JS Kabylie.
La rencontre se déroule au Stade du 5-Juillet-1962 d'Alger, et voit la victoire de la JSK sur le MCO aux tirs au but sur le score de 6 à 5 après la fin du match sur un score de 2 partout.

## Résumé du match
| Entraîneur :                        |
| Abdallah Mecheri et Abdellah Kechra |

| Entraîneur :                        |
| Noureddine Saâdi et Abderrazak Harb |

| Entraîneur :                        |
| Abdallah Mecheri et Abdellah Kechra |

| Entraîneur :                        |
| Noureddine Saâdi et Abderrazak Harb |